# Nuestra Señora del Pilar (Santa Cruz de Tenerife)

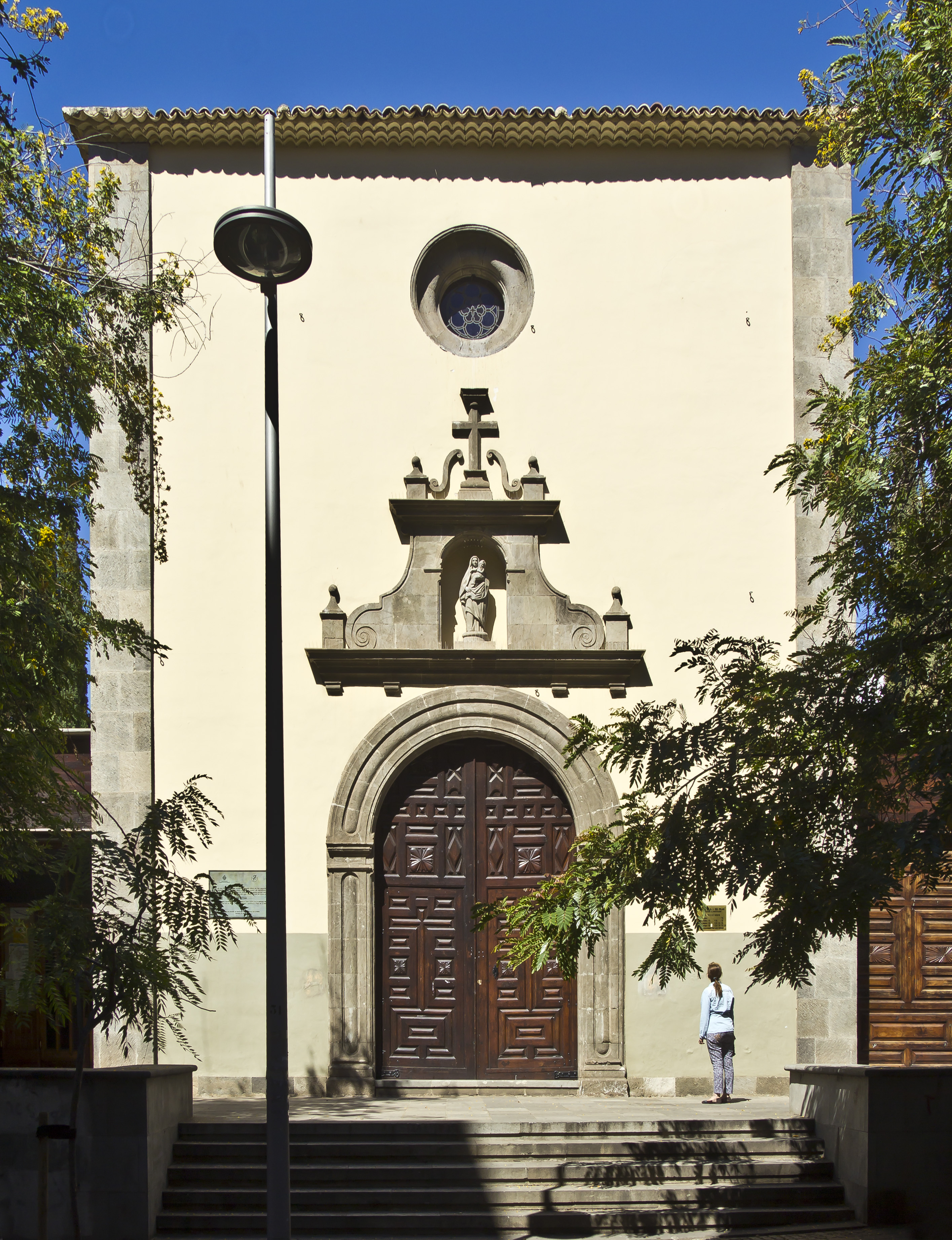
Mittelteil der Fassade

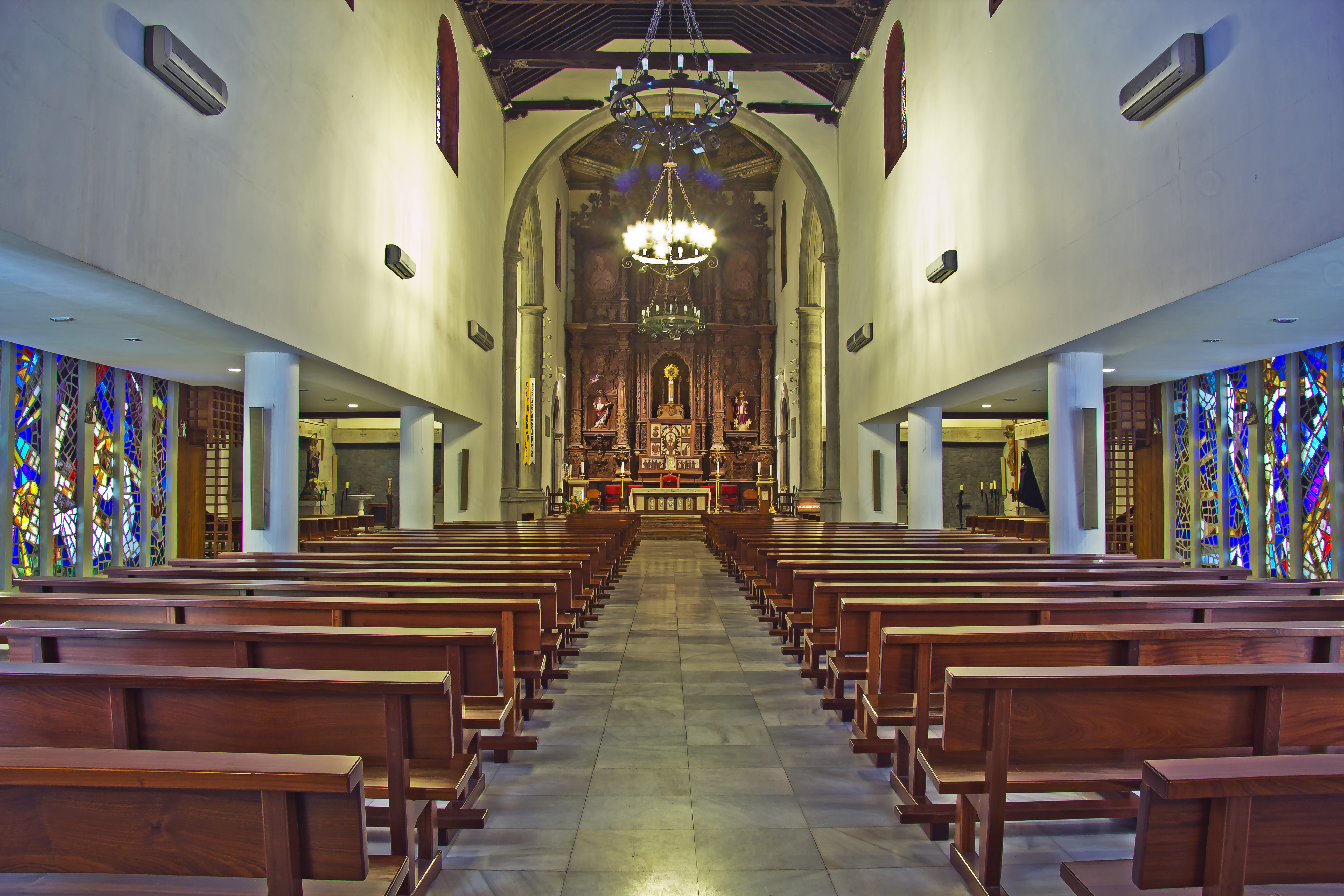
Innenraum

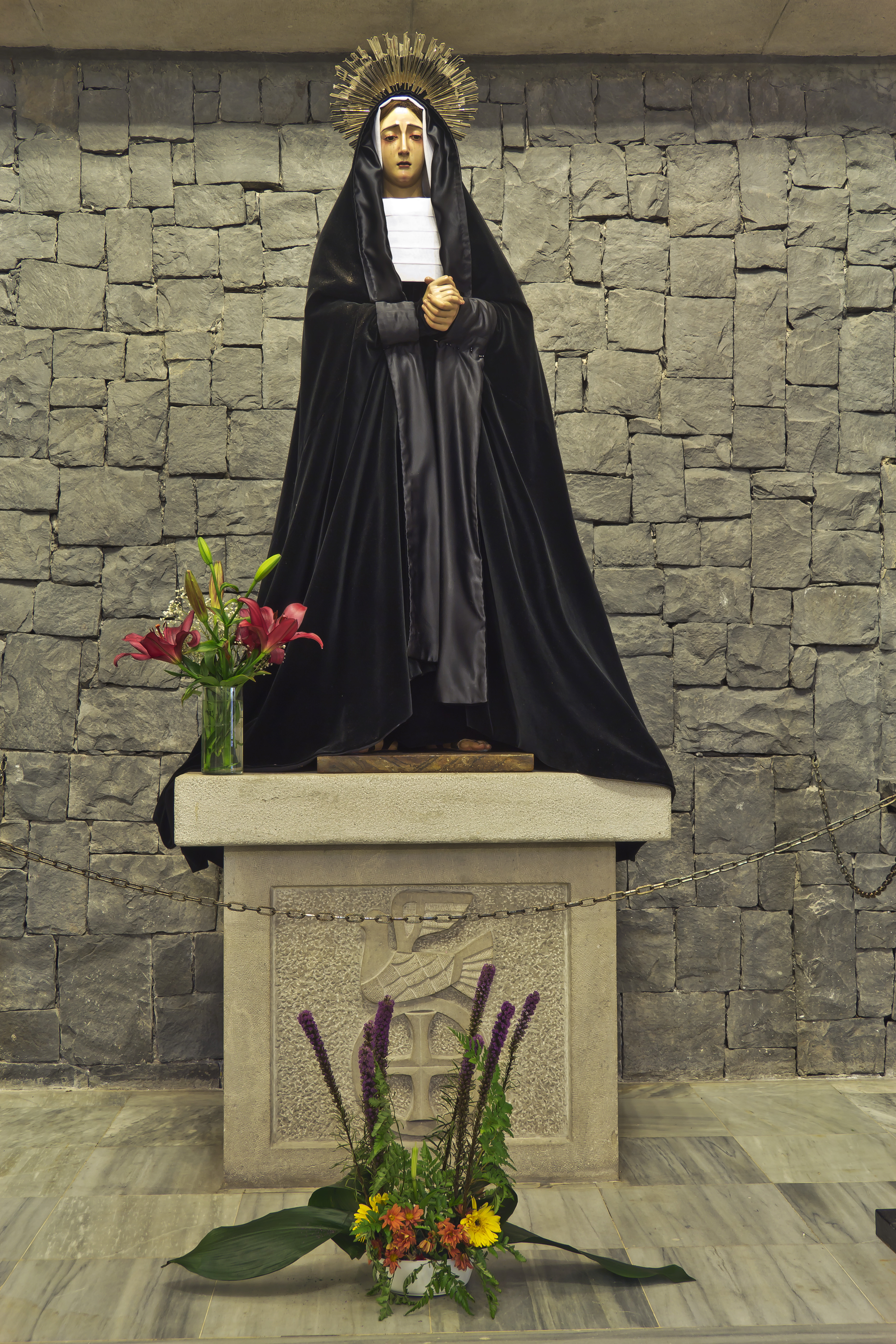
Nuestra Señora de las Angustias

Die Kirche Nuestra Señora del Pilar ist eine katholische Gemeindekirche im Stadtteil El Toscal in Santa Cruz de Tenerife. Die Kirche wurde der Unserer Lieben Frau auf dem Pfeiler geweiht.

## Geschichte
Mit dem Bau der Kirche wurde am 7. Juli 1752 begonnen. Der Entwurf stammte von dem Baumeister Juan Alonso García Ledesma. Dieser überwachte auch die Bauarbeiten bis zu seinem Tod im Jahr 1755. Zu dieser Zeit war das Kirchenschiff nahezu fertiggestellt. Ab 1768 wurde der Chorraum errichtet. Bei einer Erweiterung des Gebäudes zwischen 1962 und 1967 nach Plänen des Architekten Enrique Rumeu de Armas wurden zwei niedrige Seitenschiffe geschaffen.
Die Kirche diente der Gemeinde Nuestra Señora de la Concepcion als Filialkirche. Nach der Aufhebung des nahegelegenen Franziskanerklosters San Pedro Alcántara im Jahr 1848 wurde die Klosterkirche zur Gemeindekirche. Dadurch bestand kein Bedarf an einem weiteren Gebäude. Die Kirche Nuestra Señora del Pilar wurde nicht mehr benutzt. Von 1878 bis 1895 war sie Garnisonkirche. Der Orden der Claretiner übernahm die Kirche 1896 als Filialkirche der Gemeinde San Francisco. Seit 1963 besteht die Gemeinde Nuestra Señora del Pilar als selbständige Pfarrei.

## Außenansicht
Die Kirche steht auf einer terrassierten Fläche. Die Hauptfassade ist nach Nordosten zur Calle el Pilar ausgerichtet. Der Eingang wird durch einen Halbkreisbogen abgeschlossen. Darüber steht in einer mit Voluten geschmückten Nische eine Marienfigur mit dem Kind. Das Hauptschiff ist verputzt und nur an den Kanten sind behauene Steine sichtbar. Die beiden neu angesetzten Seitenschiffe sind sehr niedrig und heben sich durch ihre dunkle Farbe vom Hauptschiff ab. Die Glockenwand auf der Rückseite der Kirche ist von der Vorderseite nicht sichtbar.

## Innenraum
Das Hauptschiff ist durch einen Halbrundbogen von der Vierung getrennt. Auf der Eingangsseite gibt es eine Orgelempore. Die Decke ist im Mudejarstil mit Holz vertäfelt. Die Seitenwände des Mittelschiffs werden seit dem Umbau in den 1960er Jahren durch Stahlbetonsäulen getragen. Die Wände der Seitenschiffe haben farbige Verglasungen vom Boden bis zur Decke. Das Querschiff enthält keine eigenen Altare, sondern Heiligenfiguren auf modernen Sockeln. In den Nischen des Barockaltars stehen zwei Figuren männlicher Heiliger. Der obere Teil besteht aus drei geschnitzten Reliefabbildungen. Die Holzdecke über dem Altarraum trägt eine gemalte Darstellung der Namenspatronin. Teile der Decke sind vergoldet.

## Heiligenfiguren
Im Querschiff stehen eine Statue des Unbefleckten Herzens Mariä eine des Heiligsten Herzens Jesu und eine der Unserer Lieben Frau auf dem Berge Karmel. Die im Jahr 1804 von Miguel Arroyo Villalba geschaffene und mit Textilien bekleidete Figur der Nuestra Señora de las Angustias trägt den Beinamen „La Republicana“. Am Karfreitag findet die traditionelle Prozession der Republicana durch den Stadtteil El Toscal statt.